# Бичачий спорт
Бичачий спорт — види спорту, в яких бере участь велика рогата худоба, як правило, бик, віл, бичок, корова або теля.

## Американське родео

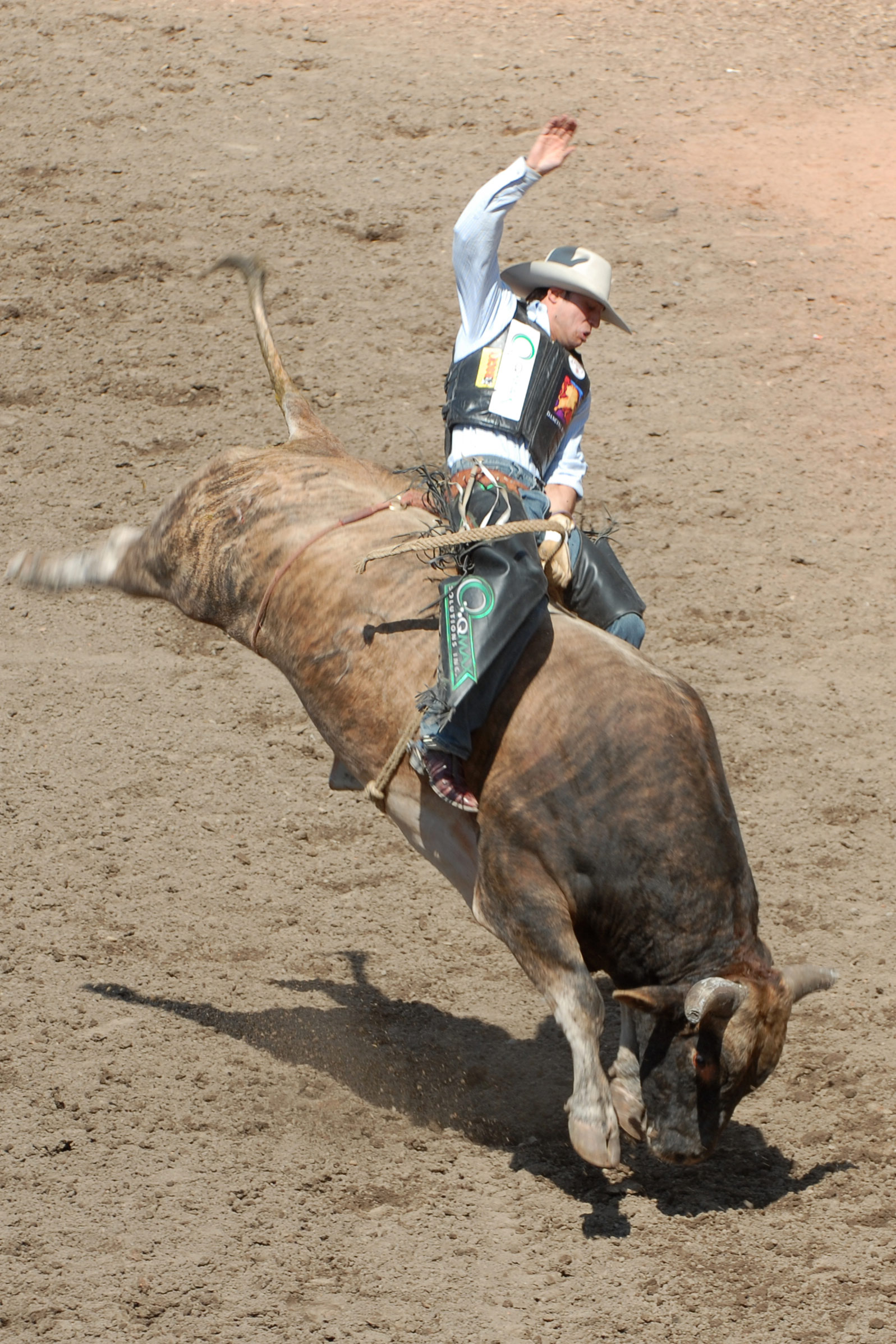
Родео

Американське родео — спортивна подія, яка складається з різних змагань за участю великої рогатої худоби та коней, призначених для перевірки навичок і швидкості ковбоя чи ковбойки, як-от родео на биках і командна мотузка.

## Азіайські фестивалі водних буйволів
У Південно-Східній Азії перегони або бої водяних буйволів є частиною різноманітних фестивалів у В'єтнамі, Таїланді, Малайзії, Камбоджі та Ассамі.

## Випробування баскських волів

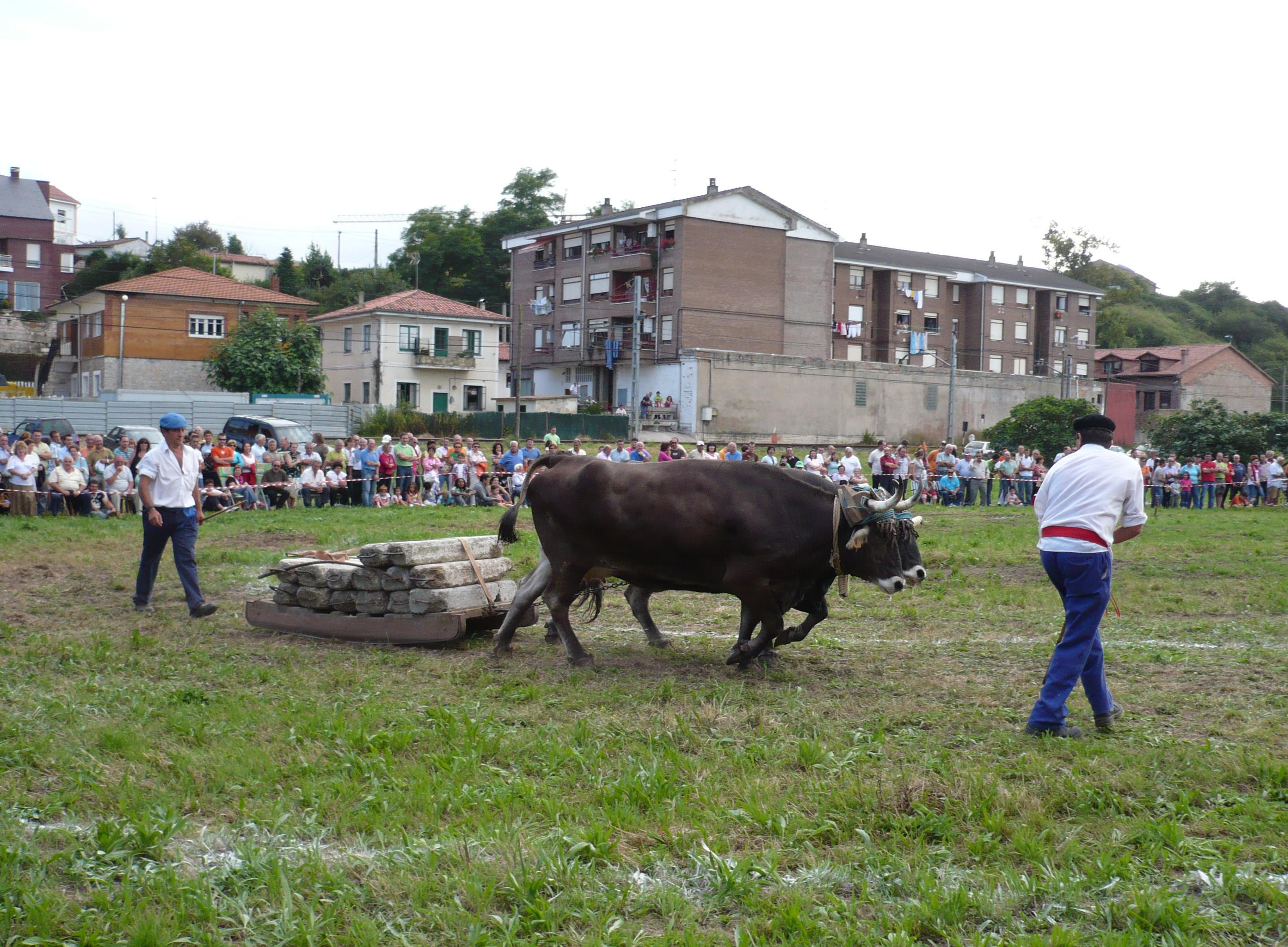
Корови туданка на змаганнях з перетягування в Кантабрії, північна Іспанія.

Кам'яний волок (баскською «випробування волів») є найпопулярнішою формою баскських ігор з перетягування каменю. Воли, як правило, пара, тягнуть камінь з одного боку майдану на інший.

## Бичаче бінго
Бінго для великої рогатої худоби — це, як правило, захід зі збору коштів, під час якого велику рогату худобу поміщають у чистий загін, обклеєний маркованими квадратами. Люди роблять ставки на те, в який квадрат тварина випорожниться, а переможець(-ці), який(-і) вибере правильний(-і) квадрат(-и), отримує(-ють) призові гроші або інші нагороди. Зазвичай це використовується як невелика акція зі збору коштів або презентація новинки на сільськогосподарських ярмарках та інших подібних заходах.

## Цькування бика

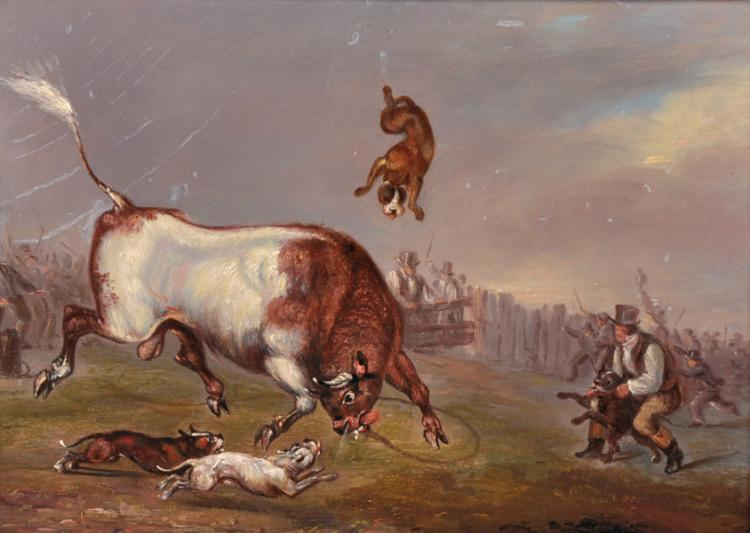
Цькування бика

Цькування бика (англ. bull-baiting) —  жорстокий вид розваги, популярний в Англії XVI-XVIII століть, під час якого спеціально натреновані собаки нападали на прив'язаного бика, намагаючись його покусати. Вважалося, що цей процес "пом'якшує" м'ясо бика перед забоєм. Розвага збирала натовпи глядачів, які робили ставки на результати сутички між биком і собаками. Попри велику популярність, цькування викликало критику з боку гуманістів та активістів, що зрештою призвело до заборони практики Законом про жорстоке поводження з тваринами у 1835 році, який став важливим кроком до захисту прав тварин у Британії.

## Корида

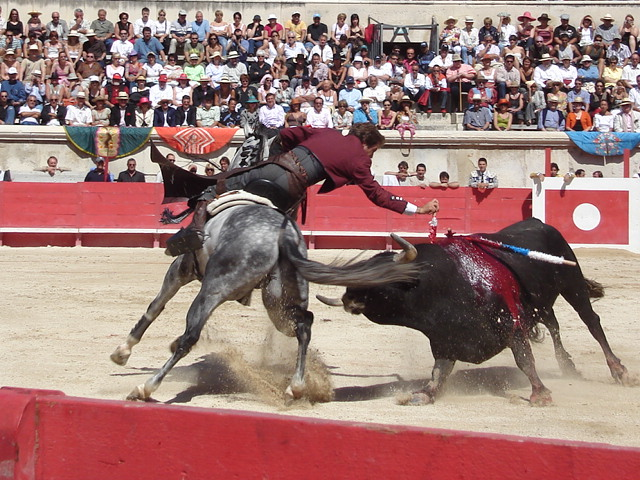
Кінна корида

Корида є традиційним видом спорту в Іспанії, Португалії, деяких містах південної Франції та кількох країнах Латинської Америки.

## Бичачі бої
Бої між биками чи коровами — несмертельний кривавий спорт між биками чи коровами, який ведеться в деяких частинах світу.

## Стрибки з биками
Стрибки з биками — стародавній вид спорту, зображений у мистецтві бронзової доби. Його часто трактують як ритуал, що виконується у зв'язку з поклонінням бику і складається з акробатичних стрибків через бика.

## Чилійське родео

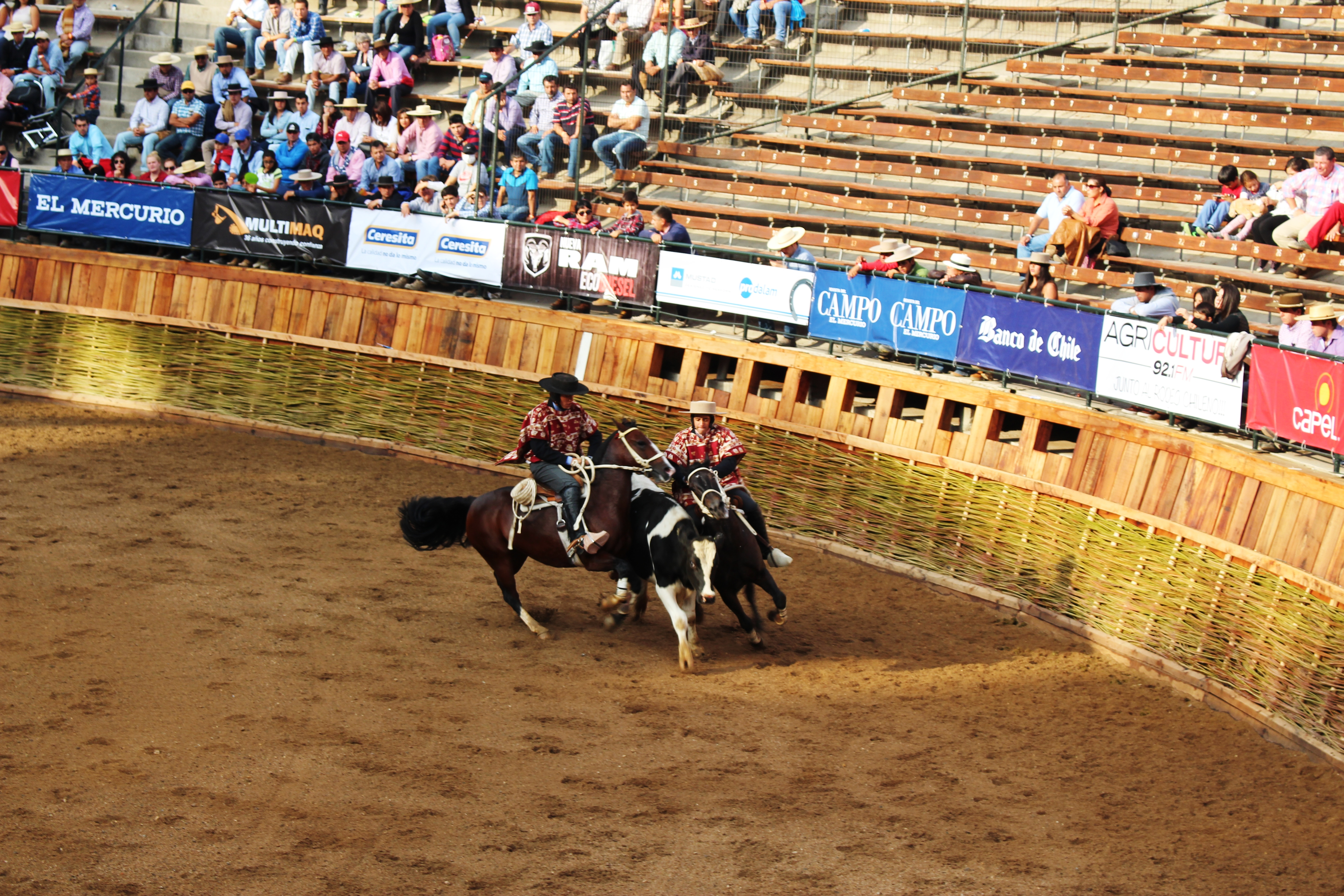
Чилійське родео

Чилійське родео є національним видом спорту Чилі з 1962 року. Воно відрізняється від родео, яке зустрічається в Північній Америці. У чилійському родео команда, що складається з двох вершників і двох коней, їздить по арені, намагаючись зупинити теля, притиснувши його до масивних подушок.

## Окінавська корида

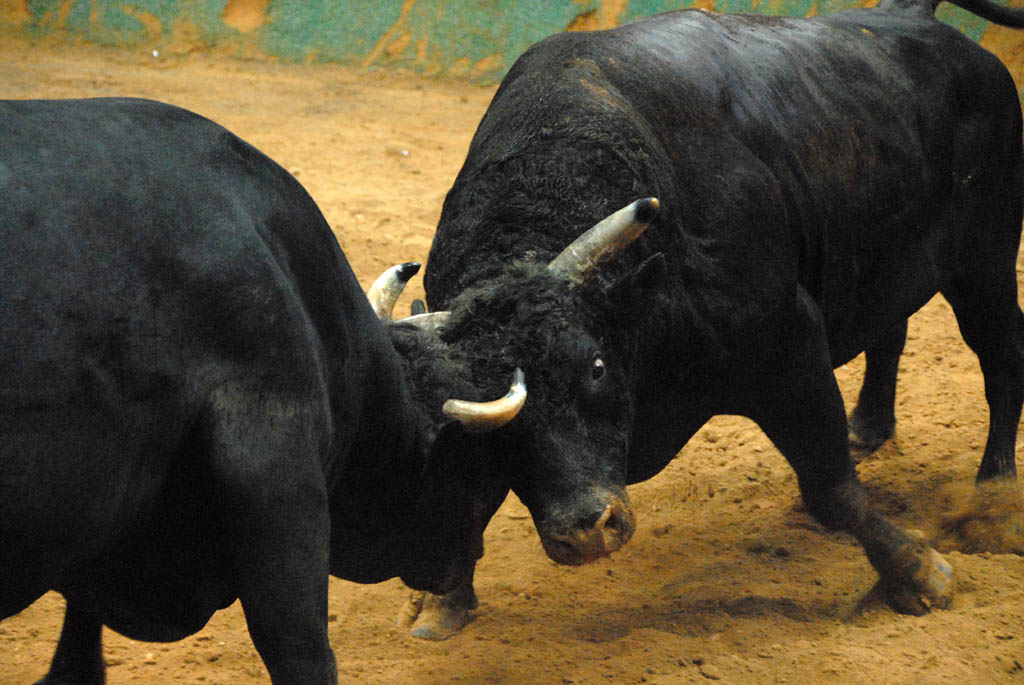
Тоґю

Тоґю - видовищний вид спорту, що походить з японських островів Рюкю, особливо з префектури Окінава. У тоґю два бики б'ються один з одним.

## Індіанське родео
Індіанське родео — субкультура родео корінних американців/перших націй

## Біг биків

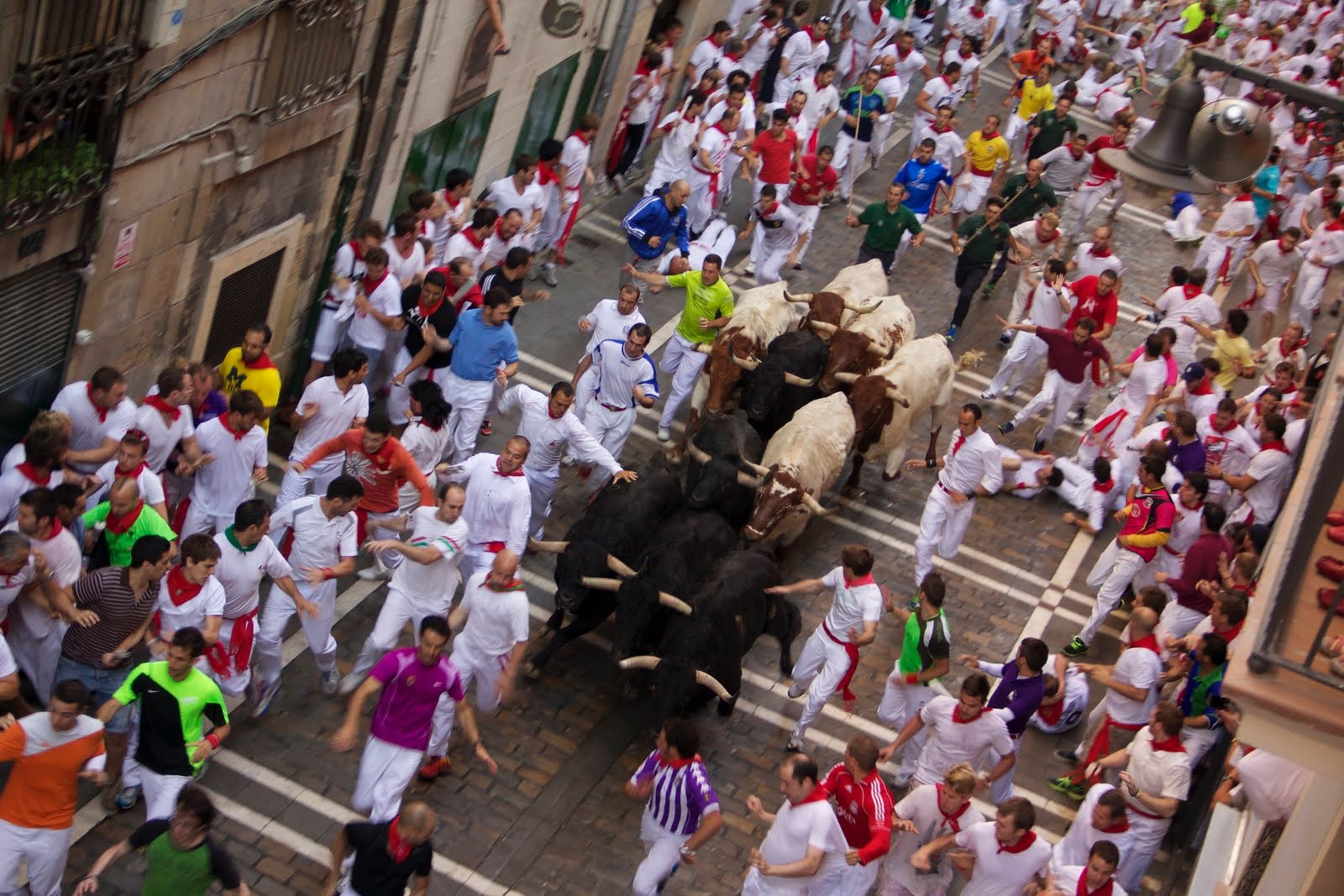
Енсьєро

Енсьєро (ісп. Encierro) — традиційний іспанський звичай, під час якого бики випускаються на вулиці міста, а люди бігають перед ними, намагаючись уникнути зіткнення. Найвідоміший енсьєро проходить у Памплоні під час фестивалю Сан-Фермін, що відбувається щороку в липні. Забіг охоплює приблизно 800 метрів вулицями міста і триває близько 3-4 хвилин. Хоча подія приваблює тисячі туристів і вважається символом сміливості та адреналіну, вона залишається небезпечною для учасників і тварин, часто спричиняючи травми та викликаючи критику з боку захисників прав тварин.

## Іспанська корида

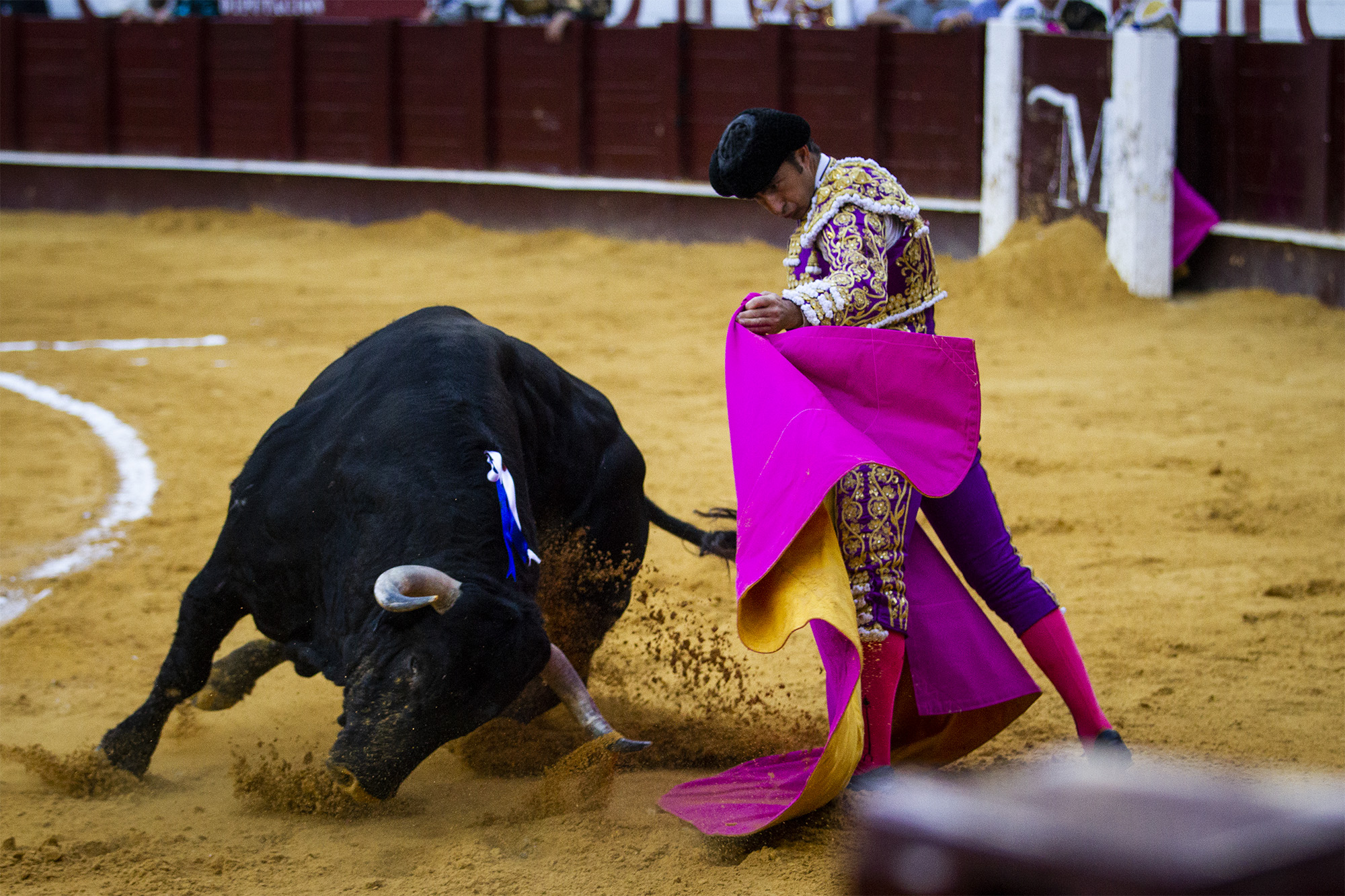
Іспанська корида

Іспанська корида (ісп. corrida de toros) — це традиційне видовище, в якому матадор бореться з биком на спеціальній арені. Корида є важливою частиною іспанської культури та історії, беручи свої корені ще з античних часів. Вистава поділена на три частини (терадос), під час яких матадор демонструє свою спритність і сміливість, використовуючи плащ (мулету) і шпагу для вбивства бика. Хоча для багатьох іспанців корида є символом мистецтва та мужності, вона викликає гостру критику через жорстоке поводження з тваринами, що призвело до заборони кориди в деяких регіонах Іспанії, зокрема в Каталонії.

## Швейцарські коров'ячі бої

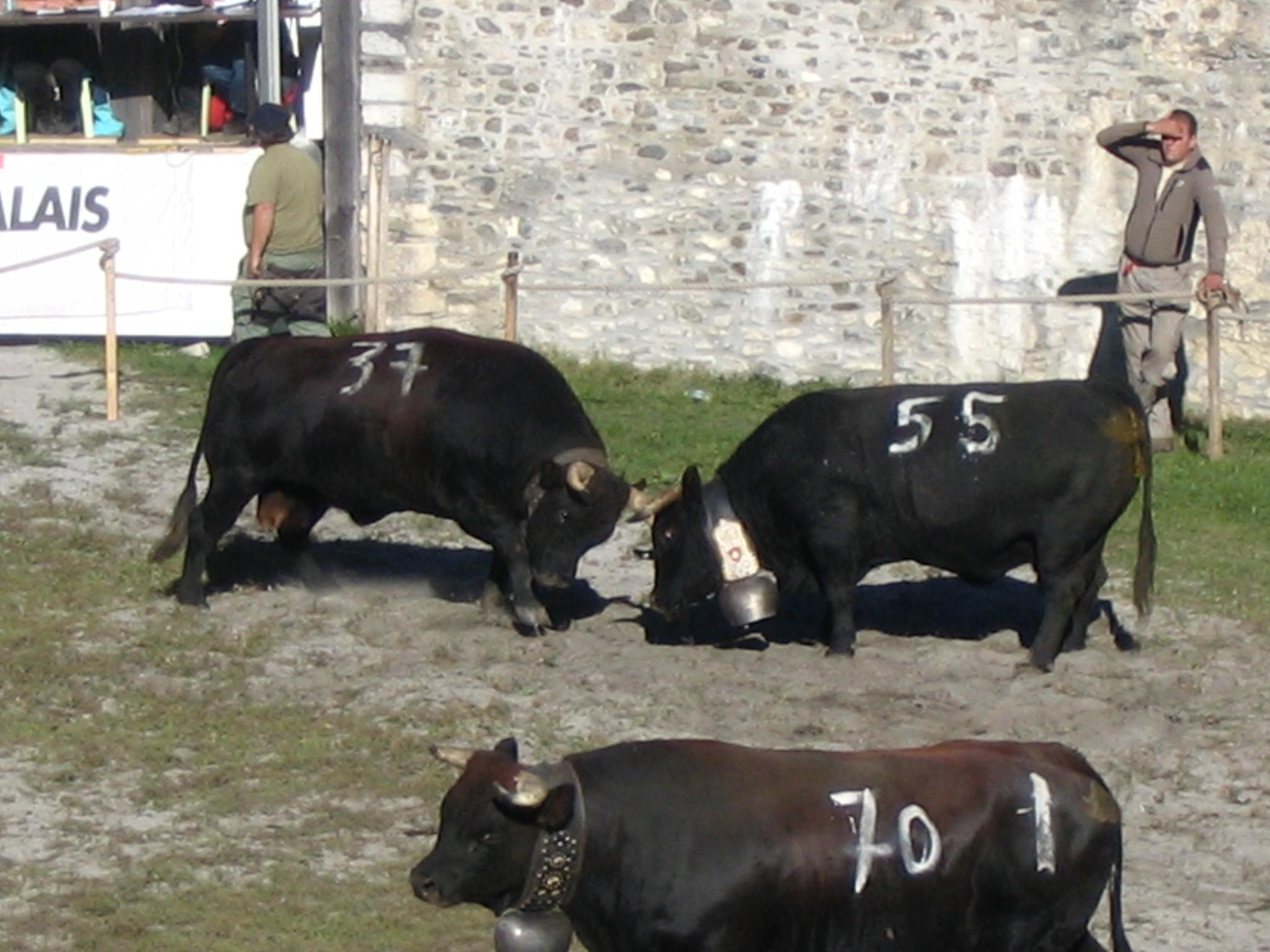
Бій корів в амфітеатрі в Мартіньї, Швейцарія.

Швейцарські коров'ячі бої (нім. Combats de Reines) — це традиційне змагання, що проходить у швейцарських Альпах, зокрема в кантоні Вале, де корови породи Ерінгер (Hérens) змагаються між собою за статус "Королеви стада". На відміну від іспанської кориди, тут тварини не страждають від поранень, оскільки бої базуються на природних інстинктах корів до встановлення ієрархії. Сутички тривають, поки одна з корів не відступить, і часто закінчуються без травм. Цей вид боїв є важливою частиною місцевої культури та щороку приваблює численних глядачів, підтримуючи традиції фермерства та святкуючи силу й витривалість цих тварин.

## Тамільське цькування бика

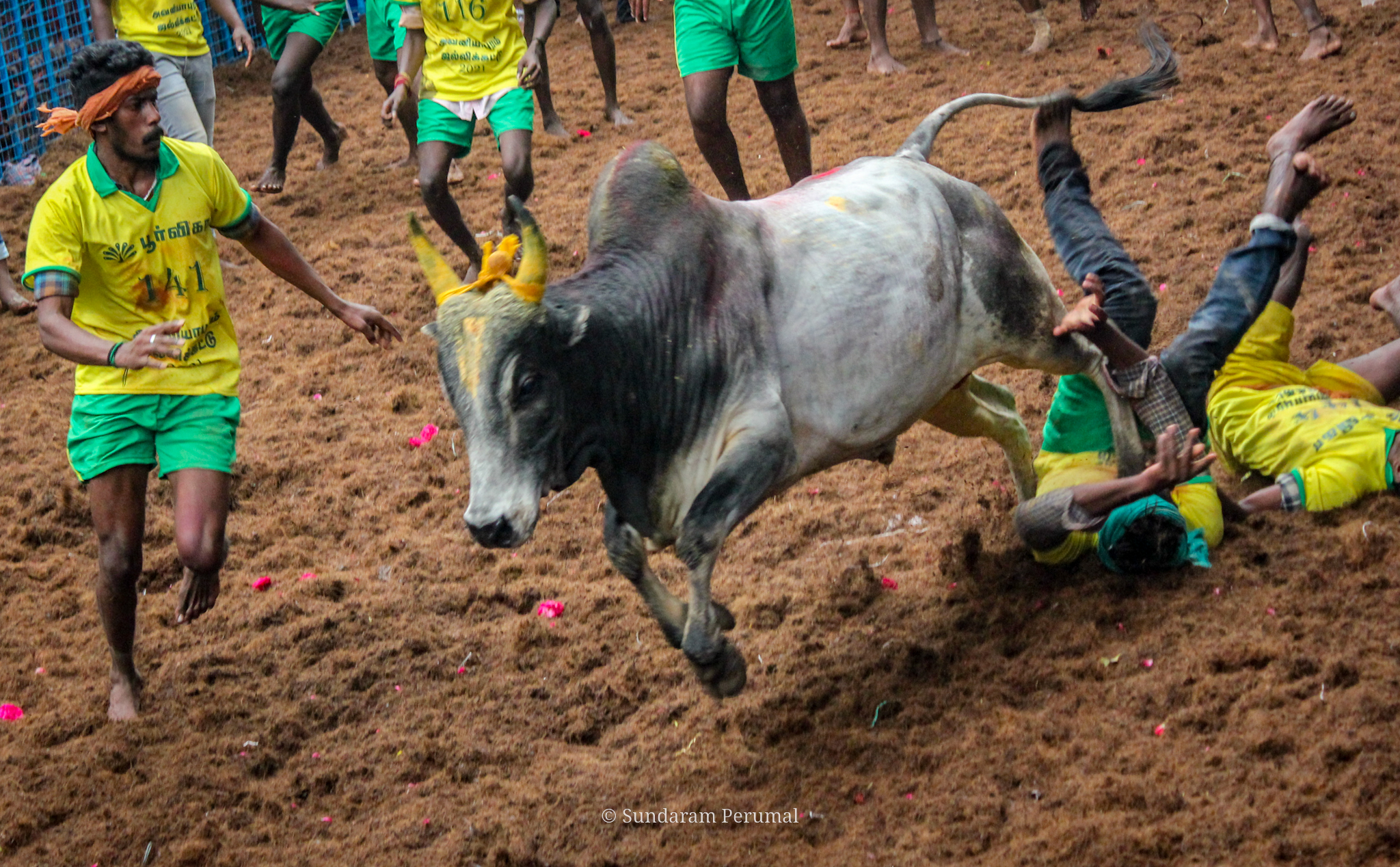
Джаллікатту

Тамільське цькування бика, відоме як Джаллікатту (Jallikattu), — це традиційне змагання, яке проводиться в індійському штаті Тамілнад під час свята Понгал. У цьому видовищі учасники намагаються вхопитися за горб бика та втриматися на ньому, поки тварина намагається їх скинути. Джаллікатту має глибоке культурне та історичне значення для місцевих громад, оскільки символізує мужність та спритність. Водночас ця традиція є предметом суперечок через небезпеку як для учасників, так і для тварин, що нерідко призводить до травм і смертей. Незважаючи на спроби заборонити Джаллікатту з міркувань захисту прав тварин, у 2017 році традицію було відновлено після масових протестів на підтримку її збереження як важливої частини тамільської спадщини.